# PL/Python
PL/Python — это вариант языка программирования Python, используемый при написании триггеров и хранимых процедур популярного сервера БД PostgreSQL.
В связи с параллельной поддержкой и использованием 2-й и 3-й версии языка Python в настоящее время в PostgreSQL можно использовать любую из двух версии PL/Python — plpython2u или plpython3u. Использовать обе версии одновременно в одной сессии нельзя.
Чтобы установить PL/Python в определённую базу данных, выполните команду CREATE EXTENSION plpythonu, либо запустите в оболочке системы createlang plpythonu имя_данных.
Создавать функции на недоверенных языках, таких как plpythonu, могут только суперпользователи.